# Juan Vicente Campo Elías
Cet article possède un paronyme, voir Campo Elías.
Juan Vicente Campo Elías est l'une des vingt municipalités de l'État de Trujillo au Venezuela. Son chef-lieu est Campo Elías. En 2011, la population s'élève à 5 331 habitants.

## Géographie

### Subdivisions
La municipalité est divisée en deux paroisses civiles avec, chacune à sa tête, une capitale (entre parenthèses) :
- Arnoldo Gabaldón (Las Quebradas) ;
- Campo Elías (Campo Elías).